# Distylium dunnianum
Distylium dunnianum är en trollhasselart som beskrevs av H. Lév.. Distylium dunnianum ingår i släktet Distylium och familjen trollhasselfamiljen. Inga underarter finns listade i Catalogue of Life.